# 蓬塔利耶区
蓬塔利耶区（法語：arrondissement de Pontarlier）是法国杜省所辖的一个区，位于该省东南部。总面积2050.5平方公里，总人口115041，人口密度56人/平方公里（2018年）。主要城镇有蓬塔利耶、莫尔托等。

## 辖区
蓬塔利耶区辖有149个市镇。